# Al Tall
Al Tall ist eine ehemalige Folkmusikband aus Valencia. Der Kern der Gruppe bestand aus den Gründungsmitgliedern Vicent Torrent und Manolo Miralles, die von den Anfängen der Band 1975, bis zu ihrer Auflösung im Jahr 2012, stets zur festen Besetzung gehörten.
Al Tall sind bekannt für ihre Neuinterpretierung musikalischer Tradition und Vertreter des Genres Riproposta.

## Diskographie
| Jahr | Titel                                                       | Label                |
| ---- | ----------------------------------------------------------- | -------------------- |
| 1975 | Cançó popular, País Valencià                                | Edigsa               |
| 1976 | Deixeu que rode la roda                                     | Edigsa               |
| 1978 | Posa vi, posa vi, posa vi...                                | Edigsa               |
| 1978 | A Miquel assassinaren                                       | Edigsa               |
| 1979 | Quan el mal ve d'Almansa...                                 | PDI                  |
| 1979 | Nadal valencià I i II                                       | Ànec                 |
| 1980 | Som de la pelitrúmpeli                                      | Ànec                 |
| 1982 | Cançons de la nostra Mediterrània (mit Maria del Mar Bonet) | Ariola               |
| 1983 | Tocs i vares                                                | Edigsa               |
| 1984 | 10 anys                                                     | PDI                  |
| 1985 | Xarq al-Andalus (mit Muluk el-Hwa)                          | RTVE-Música          |
| 1979 | Xavier "el Coixo"                                           | Difusió Mediterrània |
| 1991 | Quart creixent                                              |                      |
| 1994 | Europ eu!                                                   | PDI                  |
| 1995 | Antologia: vint anys d'Al Tall                              | La Màscara           |
| 1999 | La nit                                                      | PICAP                |
| 2001 | 25 anys en directe                                          | PICAP                |
| 2004 | Vares velles                                                | PICAP                |
| 2006 | Envit a vares                                               | PICAP                |
| 2009 | Vergonya, cavallers, vergonya                               | PICAP                |
| 2012 | Cant de l'Aplec dels Ports (single)                         |                      |